# Aleksander Kesküla
Aleksander Kesküla (Pseudonyme Kivi sowie Alexander Stein, auch Aleksander-Eduard Kesküla, bisweilen auch fälschlich Keskküla, * 9. Märzjul. / 21. März 1882greg. in der Gemeinde Saadjärve, Kirchspiel Äksi, Kreis Tartu; † 17. Juni 1963 in Madrid) war ein estnischer Politiker und Revolutionär.

## Leben
Kesküla schloss 1903 das Gymnasium in Tartu ab und immatrikulierte sich danach an der juristischen Fakultät der Universität Tartu, ohne dort jedoch einen Abschluss zu machen. Später studierte er an verschiedenen deutschen und Schweizer Universitäten Politologie und Wirtschaftswissenschaften – so war er vom „Wintersemester 1912/13 bis zum Sommersemester 1914 […] an der Universität Bern immatrikuliert …“, und noch nach dem Ersten Weltkrieg studierte er in Zürich, wo er 1925 ein Kommilitone des später bekannten Schweizer Historiker Adolf Gasser war.
Vermutlich 1904 trat Kesküla in die Sozialdemokratische Arbeiterpartei Russlands ein, wo er schnell Karriere machte, was ihm Probleme mit der Obrigkeit eintrug. Am 9. Juli 1905 wurde er inhaftiert, im Oktober jedoch wieder freigelassen. Er ging dann nach Tallinn und stieg dort zu einem führenden Organisator auf, der nach eigener Aussage im Zuge der Russischen Revolution von 1905 die Arbeiter aufgefordert habe, die Güter der Deutschbalten niederzubrennen. In den revolutionsgeschüttelten Jahren 1905 bis 1907 musste Kesküla sich vor den Behörden verstecken und lebte an verschiedenen Orten, 1908 gelang ihm die Flucht ins Ausland.
In der Schweiz bewegte er sich wieder in sozialistischen und Emigrantenkreisen, 1912 traf er in Zürich mit den deutschen Linkssozialisten und späteren Kommunisten Heinrich Brandler, Gründungsmitglied der KPD, und Max Bock zusammen. 1915 „heiratete er die 9 Jahre jüngere Schweizerin mit dem Vornamen Luise.“ Aus der Ehe ging eine Tochter hervor, Ingeborg Weidmann-Kesküla (1921–1996), mit der Kesküla bis ins hohe Alter korrespondierte, aber die Ehe scheiterte 1932. Kesküla hatte als staatenloser Ausländer in der Schweiz keine Arbeitserlaubnis. Er beantragte einen Nansen-Pass und übersiedelte nach Spanien, wo er zurückgezogen in Madrid lebte und Amerikanern Spanischunterricht erteilte.

## Politische Tätigkeit im Ersten Weltkrieg
Durch seine relativ hohe Position innerhalb der Partei war Kesküla bereits 1906 mit Lenin zusammengetroffen, erneut traf er ihn Anfang Oktober 1914 in der Schweiz. Vorher schon, im September 1914, wurde Kesküla bei Gisbert von Romberg, dem deutschen Gesandten in Bern vorstellig. Mit ihm entwickelte sich eine intensive Beziehung, die letztendlich zur Reise Lenins im plombierten Wagen zurück nach Russland im April 1917 führte. Der Historiker Georg von Rauch konstatierte hierzu: „Der Anteil Keskülas an der Herstellung von Kontakten zwischen Lenin und der deutschen Regierung ist […] durch einige neuere Veröffentlichungen aufgedeckt worden: […]“, sodass Keskülas Vermittlerrolle heute als anerkannt gilt. Dabei soll er immer Wert darauf gelegt haben, nicht als „Agent“, sondern als „selbstständiger Mitarbeiter“ Deutschlands angesehen zu werden.
Ziel Keskülas war es, Russland zu destabilisieren. Er sah eine Zukunft seiner Heimat in einem vagen skandinavischen Verbund, was auch aus einem 1916 an die III. Konferenz der Völker in Lausanne gerichteten Memorandum hervorgeht. Keskülas Vision bestand darin, Schweden in den Ersten Weltkrieg hineinzuziehen und Russland dadurch in die Knie zu zwingen. Somit könne erreicht werden, was Karl XII. und Napoleon Bonaparte nicht gelungen sei, nämlich „Russland aus Europa rauszuschmeißen.“
Das von deutscher Seite erhaltene Geld leitete Kesküla über die deutsche Botschaft in Stockholm an die Bolschewiken weiter, die damit unter anderem Broschüren für die Verbreitung in Russland druckten. Von seinen bolschewistischen Partnern hatte Kesküla, über den gesagt wurde, dass seine „Russophobie notorisch ist“, allerdings keine hohe Meinung, wie aus einem Bericht nach Stockholm hervorgeht, in dem er eine Verzögerung bei der Herstellung erklärt: „Sie lag zwei Monate in der Schublade (während ich in Berlin war), weil das Geld, das ich vor der Abreise gegeben hatte, mit echt russischer Ruhe gestohlen worden war. Gestern gab ich neues; wenn das um das Zentralkomitee herum passiert, was soll dann erst weiter in der Peripherie geschehen? Sogar die Revolution muss diesen Russen mit der Polizeiknute aufgezwungen werden – sonst stehlen sie auch die.“
Anfang 1917 erfolgte bei Kesküla eine politische Umorientierung, er rückte von Deutschland und dessen Plänen ab und richtete sich auf die Entente aus. Als Lenin im Frühjahr 1917 bereits unterwegs war, warnte er die Briten und bat sie – bekanntlich erfolglos –, den Zug an der schwedisch-finnischen Grenze unter dem Vorwand von Quarantänemaßnahmen zu stoppen. Der endgültige Bruch mit Deutschland erfolgte am 18. Juni 1917, als er seinen deutschen Pass zurückschickte. Seit dem Herbst 1917 betrieb er ein eigenes Büro in Stockholm, was notgedrungen zu Konflikten mit der 1918 dort eintreffenden estnischen Auslandsdelegation führen musste, die – im Gegensatz zu Kesküla – vollkommen legitimiert und bevollmächtigt war. Im Frühjahr 1919 verschwindet Kesküla gänzlich von der politischen Bühne.

## Rezeption
Kesküla war zeit seines Lebens sehr konspirativ und hat wenig schriftliche Zeugnisse hinterlassen. Durch seine schillernde Rolle im Ersten Weltkrieg und bei der Rückkehr Lenins nach Russland ist er mal als „ingenious Estonian“, mal als der „schlafende Tiger aus Dorpat“ bezeichnet worden. Derselbe Gasser bescheinigte ihm aber auch eine „extremegozentrische Welteinstellung“, während Kesküla selbst sich als „Anti-Patkul“ bezeichnet habe. (Der Livländer Johann Reinhold von Patkul war im 17. Jahrhundert die treibende Kraft bei einer gegen Schweden gerichteten Koalition, die letztlich zum Großen Nordischen Krieg führte.)
Hardi Volmer drehte 1997 den Spielfilm „Meine Lenins“, in dem Kesküla eine prominente Rolle spielt. Als Nebenfigur taucht Kesküla in mindestens drei Romanen auf: In A. H. Tammsaares Tõde ja õigus (III. Band, 1931), in Dr. H. Rejsende i revolution (1986) des dänischen Malers und Schriftstellers Tørk Haxthausen sowie in Aarne Rubens Volta annab kaebliku vilet ('Volta heult kläglich', 2001). Am Rande wird er auch in Solschenizyns Lenin in Zürich (1975) erwähnt.